# Park Joo-bong
Park Joo-bong (coreà: 박주봉)  (Imsil, 5 de desembre de 1964) és un jugador de bàdminton sud-coreà, ja retirat, guanyador de dues medalles olímpiques.

## Carrera esportiva
Va participar, als 27 anys, en els Jocs Olímpics d'Estiu de 1992 celebrats a Barcelona (Catalunya), on es va convertir en el primer vencedor de la categoria de dobles masculins en guanyar la medalla d'or fent parella amb Kim Moon-soo. En els Jocs Olímpics d'Estiu de 1996 realitzats a Atlanta (Estats Units) aconseguí guanyar la medalla de plata en la prova de dobles mixts fent parella amb Ra Kyung-min, perdent la final davant Kim Dong-moon i Gil Young-ah.
Al llarg de la seva carrera ha guanyat set medalles en el Campionat del Món de bàdminton, entre elles cinc medalles d'or, tres medalles als Jocs Asiàtics, totes d'or; i dues medalles als Campionats d'Àsia, totes d'or.
El 2001 fou inclòs al Badminton Hall of Fame.